# Radovan Bisić
Radovan Bisić est un ancien boxeur yougoslave né à Požega, actuellement en Croatie.

## Biographie
Médaillé de bronze aux championnats d'Europe amateur à Katowice en 1975 dans la catégorie mi lourds, il existe une compétition à son nom, le mémorial Radovan Bisić, qui se déroule à Banja Luka, en Bosnie-Herzégovine.

## Palmarès

### Championnats d'Europe de boxe
- Championnats d'Europe de boxe amateur 1975 à Katowice en poids mi-lourds (-81 kg)